# Interkozmosz–13
Az Interkozmosz–13 (IK-13) szovjet geofizikai műhold, a szocialista országok közös Interkozmosz űrprogramjának egysége.

## Küldetés
A program keretében a Szovjetunió térítésmentesen a tagországok rendelkezésére bocsátotta mesterséges holdjait, geofizikai rakétáit, távközlési és egyéb földi berendezéseit.
A közreműködő tudósok lehetőséget kaptak helyszíni szerelésre, valamint a berendezések vizsgálatára közvetlenül a mesterséges holdba építés előtt. A műhold elsőként vitt fedélzetén több szocialista országban készített kísérleti berendezést és elektronikus műszereket. Főbb kutatási területe a napfizikai jellemzők vizsgálata volt.
A műhold a Föld környezetét és a légkört kutatta. Az elektromágneses hullámok jelenlétét, hatását vizsgálta a földi légkörben. Vizsgálta a Nap hatását a Föld sarki ionoszférájában, valamint a magnetoszférában. Megfigyelésnek vetették alá a sarki fény kialakulását, intenzitását, hatását a sarki légkörre. Fedélzetén szovjet és csehszlovák műszerek voltak beépítve. A csehek széles sávú telemetriai jeladót TS 1S (Vuste Tesla), illetve a mérési adatok rögzítésére mágneses szalagot alkalmaztak.

## Jellemzői
1975. március 27-én a Pleszeck űrrepülőtérről egy Interkozmosz hordozórakéta a Koszmosz-3M (11K65M) – 101. eredményes felbocsátás – segítségével indították Föld körüli, közeli körpályára. Az orbitális egység pályája 104.88 perces, 82.95 fokos hajlásszögű, elliptikus pálya-perigeuma 284 kilométer, apogeuma 1689 kilométer volt. Energiaellátását akkumulátorok és napelemek összehangolt egysége biztosította. Feladata, felépítése, tudományos programja megegyezett az Interkozmosz–3, Interkozmosz–5,  Interkozmosz–9, Interkozmosz–10,  Interkozmosz–12 műholdakéval. Hasznos tömege 350 kilogramm. Aktív szolgálati idejét 1980. szeptember 2-án, 1985 nap után fejezte be, a Föld légkörébe érve elégett.

## Külső hivatkozások
- Interkozmosz–13. skyrocket.de. (Hozzáférés: 2012. december 16.)
- Interkozmosz–13. ib.cas.cz. (Hozzáférés: 2012. december 16.)

| Elődje: Interkozmosz–12 | Interkozmosz sorozat 1969–1994 | Utódja: Interkozmosz–14 |